# Haloxylon salicornicum
Haloxylon salicornicum là loài thực vật có hoa thuộc họ Dền. Loài này được (Moq.) Bunge ex Boiss. mô tả khoa học đầu tiên năm 1879.